# 성임
성임(1421년 ~ 1484년)은 조선 전기의 문신이다. 본관은 창녕, 자는 중경, 호는 일재 또는 안재이다. 참판 성석인의 증손으로, 할아버지는 동지중추부사 성엄이고, 아버지는 지중추부사 성염조이다. 동생은 예조판서를 지낸 용재 성현이다. 좌의정을 지낸 성세창의 숙부이기도 하다.

## 생애
세종 때 문과에 급제하여 1448년에 주서가 되었고 1450년에는 성균관주부가 되었다. 문종과 단종 때도 계속 그 직위에 있다가 세조 때 원종공신이 되면서 예조정랑이 되었고 이후 1457년에는 춘추관기주관이 되었다. 이후 판사재감사를 거쳐서 1458년에는 당상관에 오르면서 첨지중추원사가 되었다. 1459년에는 동부승지가 되었고 이후 우부승지, 좌부승지로 계속 승차한다. 그 이후에도 우승지로 계속 승차했고 이후 1460년에는 도승지가 되었다. 이후 1461년에는 이조참판으로 승차했고 1462년에는 공조참판으로 옮겼다. 이후 중추원부사로 옮겼다. 1463년에 다시 공조참판이 되었고 1464년에는 전라도관찰사로 외직에 나갔다. 이후 형조참판으로 내직에 돌아왔고 동지중추원사로 있다가 1465년에 인순부윤을 거쳐서 1466년에는 호조참판이 되었다. 이후 형조판서가 되면서 정경의 반열에 올랐으며 이후 1467년에 지중추부사가 되었다. 이후 지의금부사를 겸하게 되었으며, 이후 이조판서가 되었다. 이후 예종 죽위 후에 선위사로 중국에 다녀왔으며, 다시 1469년에 동지중추부사가 되었다. 성종 즉위 후에는 1471년에 공조판서가 되었다. 이후 진하사로 다시 명나라에 다녀왔으며 이후 1475년에는 지중추부사에 제수되었다. 1476년에는 개성유수로 다시 외직에 나갔다. 이후 1478년에 다시 첨지중추부사가 되었다가 1479년에 다시 지중추부사가 되었다. 1482년에는 의정부좌참찬에 임명되었고 다시 지중추부사로 옮겼다. 이후 1484년에 병으로 세상을 떠난다.

## 사후
성임 묘 및 신도비(成任 墓 및 神道碑)는 경기도 파주시 문산읍 내포리에 있다. 묘역은 북서 방향으로 조성되어 있으며 묘역에는 봉분 2기, 상석 2기, 석등 1기, 무인석 2기, 묘표석 1기가 원래 그대로 보존되어 있다. 묘역 아래 약 20여 미터 지점에 신도비가 세워져 있는데 1500년(연산군 6)에 건립된 비(비개28×115×40cm, 비신 155×82×20cm, 기대 55×112×58cm)로 홍귀달(洪貴達)이 짓고 안심(安深)이 쓰고 전(篆)하였다. 이 신도비의 앞뒷면 외곽에는 연화문이 띠를 두르듯 음각되어 있는데 매우 섬세하게 조각되어 있다. 이 연화문은 일반 신도비에서는 볼 수 없는 특징이라고 할 수 있다. 2001년 12월 21일 파주시의 향토문화유산 제17호로 지정되었다.

## 가족 관계
동생은 예조판서를 지낸 용재 성현이며 영의정 성준과도 친척 관계에 있다.